# سنسکا
سنسکا (به اسپانیایی: Sonseca) یک شهرستان در اسپانیا است که در استان تولدو واقع شده‌است.

## خصوصیات
سنسکا ۶۰ کیلومترمربع مساحت و ۱۰٬۶۸۵ نفر جمعیت دارد و ۷۵۴ متر بالاتر از سطح دریا واقع شده‌است.